# GPR15
GPR15 (англ. G protein-coupled receptor 15) – білок, який кодується однойменним геном, розташованим у людей на короткому плечі 3-ї хромосоми.  Довжина поліпептидного ланцюга білка становить 360 амінокислот, а молекулярна маса — 40 787.
| 10         |  | 20         |  | 30         |  | 40         |  | 50         |
| ---------- |  | ---------- |  | ---------- |  | ---------- |  | ---------- |
| MDPEETSVYL |  | DYYYATSPNS |  | DIRETHSHVP |  | YTSVFLPVFY |  | TAVFLTGVLG |
| NLVLMGALHF |  | KPGSRRLIDI |  | FIINLAASDF |  | IFLVTLPLWV |  | DKEASLGLWR |
| TGSFLCKGSS |  | YMISVNMHCS |  | VLLLTCMSVD |  | RYLAIVWPVV |  | SRKFRRTDCA |
| YVVCASIWFI |  | SCLLGLPTLL |  | SRELTLIDDK |  | PYCAEKKATP |  | IKLIWSLVAL |
| IFTFFVPLLS |  | IVTCYCCIAR |  | KLCAHYQQSG |  | KHNKKLKKSI |  | KIIFIVVAAF |
| LVSWLPFNTF |  | KFLAIVSGLR |  | QEHYLPSAIL |  | QLGMEVSGPL |  | AFANSCVNPF |
| IYYIFDSYIR |  | RAIVHCLCPC |  | LKNYDFGSST |  | ETSDSHLTKA |  | LSTFIHAEDF |
| ARRRKRSVSL |  |            |  |            |  |            |  |            |

A: Аланін

C: Цистеїн

D: Аспарагінова кислота

E: Глутамінова кислота

F: Фенілаланін

G: Гліцин

H: Гістидин

I: Ізолейцин

K: Лізин

L: Лейцин

M: Метіонін

N: Аспарагін

P: Пролін

Q: Глутамін

R: Аргінін

S: Серин

T: Треонін

V: Валін

W: Триптофан

Кодований геном білок за функціями належить до рецепторів, g-білокспряжених рецепторів, білків внутрішньоклітинного сигналінгу. 
Задіяний у такому біологічному процесі як поліморфізм. 
Локалізований у клітинній мембрані, мембрані.